# Паремия (филология)
Пареми́я (от греч. παροιμία — поговорка, пословица, притча) — устойчивая фразеологическая единица, представляющая собой целостное предложение дидактического содержания.
К паремиям относятся пословицы, представляющие собой целостные предложения (например, спорить о тени осла, Вот тебе, бабушка, и Юрьев день), и поговорки, являющиеся фрагментами предложений (поживём — увидим, с ним или на нём). Паремии представляют собой речевые клише, близкие по образности и афористичности крылатым словам, однако, в отличие от последних, являющиеся анонимными изречениями.